# Leszek Engelking
Leszek Maria Engelking (Chorzów, 2 februari 1955 – Pruszków, 22 oktober 2022) was een Pools schrijver, dichter, essayist, vertaler, literatuurhistoricus en literatuurcriticus.

## Biografie
In 1979 studeerde Engelking af in Poolse filologie aan de Universiteit van Warschau. Van 1984 tot 1995 werkte hij als redacteur van het maandblad Literatura na Świecie (Literatuur in de wereld). In 1997 en 1998 doceerde hij over de geschiedenis van de Tsjechische literatuur en de geschiedenis van de Tsjechische en Slowaakse film aan de Universiteit van Warschau. In 1998 promoveerde hij aan de Universiteit van Łódź.
Engelking was een gerenommeerd auteur van vertalingen van Engelse, Tsjechische, Spaanse, Russische, Oekraïense en Slowaakse literatuur in het Pools.
Hij overleed op 67-jarige leeftijd.

## Werken

### Poëzie
- Autobus do hotelu Cytera (1979)
- Haiku własne i cudze (1991)
- Mistrzyni kaligrafii i inne wiersze (1994) ISBN 83-7081-115-9
- Dom piąty (1997) ISBN 83-7081-377-1
- I inne wiersze (2000) ISBN 83-7801-395-2
- Muzeum dzieciństwa (2011) ISBN 978-83-62717-13-2
- Komu kibicują umarli? (2013) ISBN 978-83-62717-75-0
- Suplement (2016) ISBN 978-83-62733-48-4

### Gedichtenbundels in het buitenland
- Wid cioho ne wmyrajut'..., Lemberg, 1997, Oekraïne, ISBN 966-7255-08-5
- A jiné básně a jiné básně, Olomouc, 1998, Tsjechië, ISBN 80-7198-336-5
- Your Train the Local, Reading, Pa, 2001, Verenigde Staten
- Paulina’s House, Reading, Pa, 2002, Verenigde Staten
- Zanechala si odtlačky prstov na mojej koži, Presburg, 2005, Slowakije, ISBN 80-85508-62-1
- Museo de la infancia, Zaragoza, 2010, Spanje, ISBN 978-84-937-4-2

### Korte verhalen
- Szczęście i inne prozy (2007) ISBN 978-83-7233-116-8

### Bloemlezingen
- Wyspy na jeziorze (1988)
- Oleg Pastier, Karol Chmel, Ivan Kolenič Oko za ząb. Trzej współcześni poeci słowaccy (2006), ISBN 83-86872-83-7
- Maść przeciw poezji. Przekłady z poezji czeskiej (2008) ISBN 978-83-60602-69-0